# 安藤昇のわが逃亡とSEXの記録
『安藤昇の我が逃亡とSEXの記録』(あんどうのぼるのわがとうぼうとせっくすのきろく)は、1976年10月1日に東映で公開された日本映画。成人映画。

## 概要
『安藤組外伝 人斬り舎弟』と同じく、安藤組シリーズの番外編で、安藤昇の著書「やくざと抗争」の横井英樹襲撃後の安藤自身の34日にも及ぶ逃亡部分をほぼ原作に忠実に描く。但し、原作では淡白だったセックスシーンが大幅に増量されており、公開当時「安藤昇がポルノ映画に出演!?」と話題になった、ポルノ映画である。安藤昇最後の主演映画。日活ロマンポルノを多数手掛けた田中登が『神戸国際ギャング』に続きメガホンを取っている。
「実録路線」といえば抗争の記録をフォーマットとすることが一般的だが、本作は安藤が愛人宅を転々とし性愛にまみれ、主役は安藤ながら逃亡の影にいた女たちに焦点を置く異色作である。次々に現れる女たちが安藤昇という男の内面を炙り出していくということもなく、カメラは淡々と逃亡生活を追い続ける、一種のフェイクドキュメンタリーといえる。エンディングでは葉山の別荘のプールサイドで女を背後から突いている最中の安藤が警官に捕縛され、護送中、パトカーの車内で女の中で発射できなかったものを自分の手で処理。その後新聞記者に「今の気分は?」と聞かれ「天皇のような気分だぜ」と答え幕が降りるというアナーキーなラストとなっている。かつて東京のクラブで、このラストが流されるのがしきたりになっているイベントがあったという。

## キャスト
- 安藤昇：安藤昇
- 山辺泰子：荻野まゆみ
- 山辺旗江：中島葵
- 田代文子：ひろみ麻耶
- 古山広：石橋蓮司
- 進藤英夫：内田勝正
- 船橋一也：蟹江敬三
- 星野恵造：中田博久
- バーのマダム：絵沢萠子
- 田所の妻：進千賀子
- 保田新二：花田達
- 代貸：藤山浩二
- 早川哲司：近藤宏
- 河原邦彦：滝波錦司
- 中盆：佐藤晟也
- 三国人・葵：三重街恒二
- 刑事：相馬剛三
- アベックの男：青木卓司
- 葉山の有閑マダム：小杉じゅん
- 甲府のドヤ街の女：牧れいか
- 高畑スエ：山本緑
- 安藤組組員：亀山達也、清水照夫、高月忠、畑中猛重、城春樹、宮地謙吾、東力也
- 早川の秘書：岡久子
- 札幌の娼婦：飯田紅子
- 刑事：佐川二郎、山浦栄、大泉公孝、五野上力、高野隆志
- アナウンサー：木村修
- 田所有二：小池朝雄
- 森裕彦：小松方正

※以下ノンクレジット
- 消防署員：泉福之助
- 警官：山田光一

## スタッフ
- 監督：田中登
- 脚本：高田純
- 企画：太田浩児、吉田達
- 撮影：花沢鎮男
- 美術：北川弘
- 音楽：泉谷しげる
- 録音：広上益弘
- 照明：梅谷茂
- 編集：戸田健夫
- 助監督：福湯通夫

## 製作過程
企画は岡田茂東映社長。東映は1974年頃から赤字番組が立て続けに出るようになり、1976年になると「東映は路線の混迷が目立つ」などと批評されたため、岡田はシビレを切らして自ら陣頭に立つと非常事態宣言を出して、1976年7月、再び"不良性感度"のパワー・アップを指示し、実録ものをさらにドギツク、リアルにした"ドキュメンタリー・ドラマ路線"の新設を打ち出した。これは洋画の『グレートハンティング』や『スナッフ』の影響があり、『武闘拳 猛虎激殺!』では倉田保昭と本物の虎を戦わせ、『沖縄やくざ戦争』ではリンチ場面を実写のような描き方で迫力を盛らせた。本作も安藤の逃亡と追いつめられたセックスをリアルに再現すると発表している。安藤と岡田は仲がよく、安藤が俳優に転向した当時、映画関係者は安藤にピリピリしていたが、「岡田だけは妙な気遣いがまったくなかった」、「岡田さんは戦友のようなものだ」と安藤はよく話していたという。

### 監督
日活ロマンポルノのエース的監督だった田中登は、日活の経営陣交代と東映の組合問題があり、自社監督を使いづらくなった東映に招かれ『神戸国際ギャング』に続きメガホンを取った。『神戸国際ギャング』は東映京都撮影所の製作だったが、本作は東映東京撮影所の製作である。東映京都で総スカンを食った田中は本作で救われたといわれる。

### キャスティング
安藤の各愛人の配役は、熱海のスナックマダムに絵沢萠子、山口洋子役に荻野まゆみ、愛人K・H役に中島葵、愛人T・H役にひろみ麻耶など、日活ロマンポルノの常連女優で固める。

### 撮影
安藤は「やってて面白かったよ、女とただヤッってりゃよかったから(笑)。撮影所の楽屋でバスローブ着て待ってて、呼ばれたらパッと脱いで絡みゃいい。女優がオ〇〇コこすりつけてきたりして。でも面白かったよあれは」などと述べている。最終カットは逮捕され安藤が警視庁へ連行される1958年当時の実際のニュースフィルム。

### 音楽
1980年代から石井聰亙作品を皮切りに本格的に映画製作に関わる泉谷しげるが初めて映画音楽を担当している。

## 興行
岡田茂東映社長は「『安藤昇の我が逃亡とSEXの記録』を『バカ政ホラ政トッパ政』と組んで出した。『安藤昇の～』に非常に期待してたんだが、ヒットというわけにはいかなかった。引き分けだな。足は引っ張らなかったが"若さ"の計算が足りなかったことも事実でした。問題はそこ。四十何歳の男じゃなしに、若い27、8歳ぐらいの今逃亡中というような奴を引っ張ってきて、シャシンつくったら、確実にシングルは飛ばしていたろうね」などと述べている。

## 逸話
- エンディングで逮捕された安藤がパトカーの車中でせんずりを掻くシーンがある他、すべての愚連隊の憧れだったダンディな安藤が裸身を晒してポルノ作品に出演したため、恥辱的演出を不満としてその後映画から離れたのではという見方もあったが[3]、後年インタビューで「せんずりシーンは事実と違うけど、しょうがねえだろ映画だから。やってて面白かったよ」などと述べ、それが理由でないと話している[3]。

## 同時上映
- バカ政ホラ政トッパ政（監督：中島貞夫、主演：菅原文太）